# Pausverkiezing van 1292-1294
De pausverkiezing van 1292-1294 volgde op de dood van paus Nicolaas IV op 4 april 1292. De verkiezing die uiteindelijk resulteerde in de benoeming van Pietro del Morrone – die de naam Celestinus V aannam – geldt als de op een na langste pausverkiezing in de geschiedenis, slechts overtroffen door die van 1268-1271.

## Verloop
De apostolische constitutie Ubi Periculum, die door paus Gregorius X in 1274 uitgevaardigd was en waarmee hij toekomstige pausverkiezingen beter wilde doen laten verlopen, was door paus Johannes XXI in 1276 verworpen. Hierdoor ontstond de situatie, dat daaropvolgende verkiezingen niet de condities kenden van een beoogd conclaaf (dat wil zeggen een verkiezing achter gesloten deuren, onder strikte geheimhouding van stemming), wat resulteerde in langdurende periodes van sedisvacatie.
Toen op 5 april 1292 de 12 kiesgerechtigde kardinalen bijeenkwamen in Rome werd een periode van tweeënhalf jaar ingeluid waarin de pauselijke troon vacant bleef. Oorzaak hiervan was de verdeling van het kiescollege in drie facties: twee facties werden gevormd door de rivaliserende Romeinse families Colonna en Orsini, de derde factie bestond uit Franse kardinalen die aanspraak op de troon wilden maken.
Door de dood van een van de aanwezige kardinalen op 2 augustus 1293, Jean Cholet, en de inmenging van koning Karel II van Napels, die de steun en goedkeuring van de paus nodig had om het eiland Sicilië bij zijn koninkrijk in te lijven, kwam het verkiezingsproces weer enigszins op gang, ditmaal in Perugia. Mede op voordracht van kardinaal Latino Malabranca Orsini, deken van het College van Kardinalen, werd besloten een niet-kardinaal als kandidaat te nomineren. Hierbij viel de keuze op de heremiet Pietro del Morrone, die zelf in een brief gemaand had om tot een definitieve pauskeuze te komen, omdat God aan hem geopenbaard zou hebben dat de twijfelachtige kardinalen door Hem gestraft zouden worden.
Hoewel Pietro aanvankelijk zijn nominatie weigerde, accepteerde hij uiteindelijk op 5 juli 1294 zijn verkiezing en nam de naam Celestinus V aan.

## Nasleep
Celestinus V werd op 29 augustus 1294 in de basiliek Santa Maria di Collemaggio te l'Aquila gekroond in aanwezigheid van slechts drie kardinalen. Voor deze locatie was gekozen op aandringen van Karel II, daar l’Aquila grensde aan het koninkrijk Napels. Een tweede kroning – uniek in de geschiedenis van het pausdom – vond enige dagen later plaats, toen meer prelaten in l’Aquila waren gearriveerd.
Celestinus’ pontificaat zou slechts enkele maanden duren. Tegen het verzoek in van het kardinalencollege, maar onder druk van de Napolitaanse koning, nam Celestinus zijn intrek in het Castel Nuovo te Napels. De druk van de koning, onder wiens invloed hij twaalf nieuwe kardinalen creëerde waarvan zeven uit Frankrijk en vijf uit Napels, in samenhang met zijn onbekendheid met en ongeschiktheid in het bestuurlijk apparaat van de kerk, deden Celestinus ertoe besluiten om op 13 december 1294 vrijwillig afstand te doen van het pausschap. Hierbij zou hij geassisteerd zijn door Benedetto Caetani, de kardinaal die elf dagen later verkozen werd tot paus Bonifatius VIII.
Hoewel hij na zijn pausschap zich weer als kluizenaar wilde terugtrekken, besloot Bonifatius VIII Celestinus voor de rest van zijn leven in gevangenschap te houden.
Tijdens zijn pontificaat slaagde Celestinus er wel in om de constitutie Ubi Periculum weer te ratificeren; onder zijn opvolger werd deze uiteindelijk opgenomen in het kerkelijk wetboek. Daarom worden alle pausverkiezingen vanaf 1294 allemaal conclaven genoemd.